# Paseo del Padre Manjón
El paseo del Padre Manjón es un enclave de la ciudad nazarí de Granada, situado errenos pertenecían originalmente a los señores de Castril, que tras una gran explosión en el taller de pólvora ubicado en la Iglesia de San Pedro y San Pablo, los cedieron, en el siglo XVII, para que la zona pudiera ser remodelada y permitiera el acceso al barrio del Sacromonte. 
Dicho paseo se construyó en el año 1609 y se llamó Paseo de la puerta de Guadix, en referencia a la misma puerta situada al final del paseo, que conducía hacia esta localidad. La fuente que ocupa el centro de este espacio abierto, también fue construida en el mismo año.
Aunque su nombre oficial actualmente es el Paseo del Padre Manjón, por la razón ya mencionada, desde el siglo XIX comenzó a llamársele Paseo de los Tristes, sobrenombrado así por ser el lugar transitado por los cortejos fúnebres en dirección al cementerio de San José, ubicado detrás de La Alhambra, en el monte denominado Sabika.